# Cartas de Zener

Cartas de Zener

As Cartas de Zener eram usadas na condução de experiências ligadas à percepção extra-sensorial, principalmente no estudo da clarividência.
As cartas de Zener foram inventadas pelo parapsicólogo Joseph Banks Rhine como uma fácil, estatisticamente mensurável maneira de teste para PES de acordo com o método científico. Rhine nomeou-as assim em homenagem ao seu colega Karl Zener, um psicólogo que pesquisava a percepção. O Dr. Zener selecionou os cinco desenhos que iriam aparecer nas cartas. Quando as cartas de Zener foram criadas em 1920, elas eram embaralhadas manualmente, mas Rhine depois modificou este método para o embaralhamento mecânico.
São 25 cartas no pacote, 5 de cada desenho. Os cinco desenhos que aparecem na frente das cartas são o círculo, a cruz na forma grega com cada linha de mesmo tamanho, uma estrela de cinco pontas, um quadrado, e um trio de linhas onduladas. Na ordem de número de linhas, elas são: círculo, cruz, ondas, quadrado e estrela.
Nos testes com clarividência, a pessoa que conduz o teste puxa uma carta de um baralho, olha para ela para ver que símbolo está na carta e anota a resposta do sujeito experimental (o qual tenta acertar a figura da carta que foi puxada). O experimento continua até que todas as cartas do baralho tenham sido utilizadas. Uma terceira pessoa pode ser empregada para ver o videotape para ter certeza de que o experimento foi conduzido com pureza e que todas as cartas não foram vistas pelo sujeito experimental. Barreiras físicas podem ser usadas entre o experimentador e o sujeito experimental. Na elaboração de experimentos com as cartas de Zener, assim como outras formas de teste de PES, deve-se usar de todas as maneiras para se ter a certeza de que o sujeito experimental não tenha como saber qual carta está diante da face do experimentor. Em alguns experimentos o experimentador e o sujeito experimental podem até mesmo estar em dois quartos diferentes.
Quando as cartas de Zener foram usadas pela primeira vez, elas eram feitas de uma suave e fina folha de papel branco transparente. Vários sujeitos experimentais ou grupos de sujeitos experimentais conseguiram um escore muito alto nos primeiros anos, mas logo descobriram que os sujeitos comumente eram capazes de ver os símbolos através das costas das cartas. Então elas foram refeitas para que os símbolos não pudessem ser vistos sob quais quer condições. Rhine e outros parapsicólogos continuaram conseguindo resultados positivos nos testes com as cartas mas em menor proporção que antes. Também houve céticos alegando que ainda dava para trapacear nos testes.